# Bundesschatzbrief
Bundesschatzbriefe (nicht zu verwechseln mit Bundesschatzanweisungen oder den österreichischen Bundesschätzen) waren von der Bundesrepublik Deutschland begebene Öffentliche Anleihen.
Die Zinssätze der Bundesschatzbriefe stiegen – wie bei einer Stufenzinsanleihe – über die Laufzeit an („Zinstreppe“). Allerdings unterlagen Bundesschatzbriefe keinem Kursrisiko und wurden nicht in den Börsenhandel eingeführt. Damit unterschieden sich Bundesschatzbriefe von börsennotierten Bundesanleihen und Bundesobligationen, die vor der Fälligkeit nur an der Börse zum aktuellen Tageskurs verkauft werden können, welcher den Nennwert sowohl unter- als auch überschreiten kann.
Bundesschatzbriefe wurden 1969 zur Vermögensbildung breiter Bevölkerungsschichten geschaffen und von der Bundeswertpapierverwaltung ausgegeben. Nach der Zusammenführung mit der Bundeswertpapierverwaltung übernahm die Bundesrepublik Deutschland - Finanzagentur GmbH zum 1. August 2006 das Privatkundengeschäft mit Bundeswertpapieren. Am 4. Juli 2012 gab die Finanzagentur bekannt, dass das Privatkundengeschäft ab 2013 aus Kostengründen eingestellt wird und keine Bundesschatzbriefe und Finanzierungsschätze mehr aufgelegt werden. Der letzte Bundesschatzbrief (Typ B), die Ausgabe 2012/12, wurde am 1. September 2019 fällig und getilgt. Sie bot über die gesamte Laufzeit von sieben Jahren eine Rendite von 0,68 %. In der 50-jährigen Bundesschatzbriefhistorie erbrachte Ausgabe 1981/10 mit 10,74 % die höchste Endrendite und schnitten die Bundesschatzbriefe in Renditevergleichen regelmäßig besser ab als ein durchschnittlicher Euro-Rentenfonds.

## Unterschiede

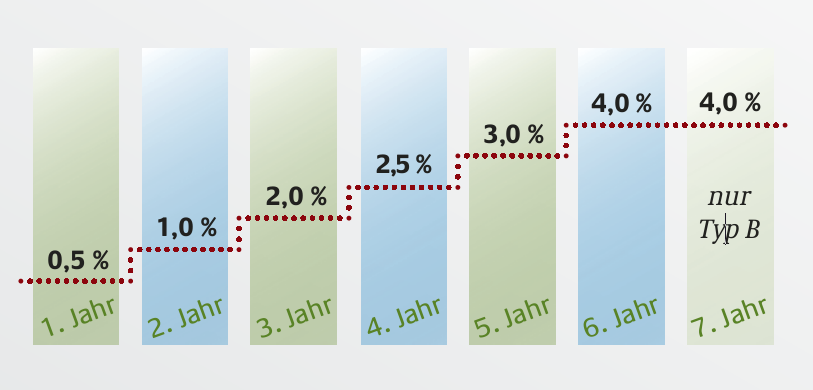
Die Zinstreppe zeigt an einem Beispiel die jährlich steigenden Zinsen für Anleger.

Es gab zwei Typen von Bundesschatzbriefen.

### Typ A
Die Laufzeit betrug etwa sechs Jahre. Die Zinsen wurden am Ende jedes Laufzeitjahres ausgezahlt (ausgeschüttet) und waren zum Zeitpunkt der Zinszahlung steuerpflichtig.

### Typ B
Die Laufzeit betrug etwa sieben Jahre. Die Zinsen wurden über die Jahre angesammelt (thesauriert) und erst am Laufzeitende zusammen mit der Rückzahlung des Nennwertes (Anlagebetrages) ausgezahlt. Damit war der Gesamtbetrag der Zinsen erst bei Fälligkeit steuerpflichtig.

### Zinsen

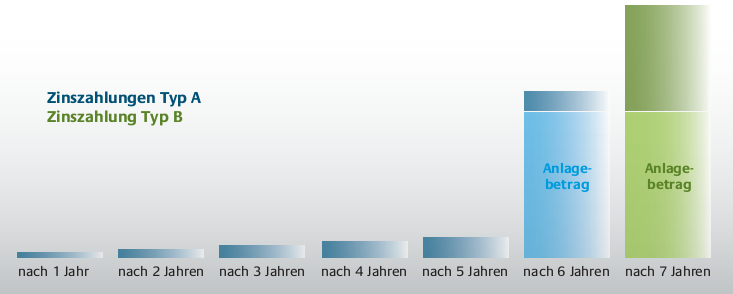
Jährliche Zinszahlungen über 6 Jahre für den Schatzbrief Typ A und einmalige Zins- und Rückzahlung im 7. Jahr für Typ B.

Die Zinsen stiegen progressiv, d. h., in den Anfangsjahren wurden weniger Zinsen gezahlt als am Ende. Dies sollte Anreize schaffen, die Bundesschatzbriefe bis zum Ende der Laufzeit zu halten.

## Erwerb und Verwahrung

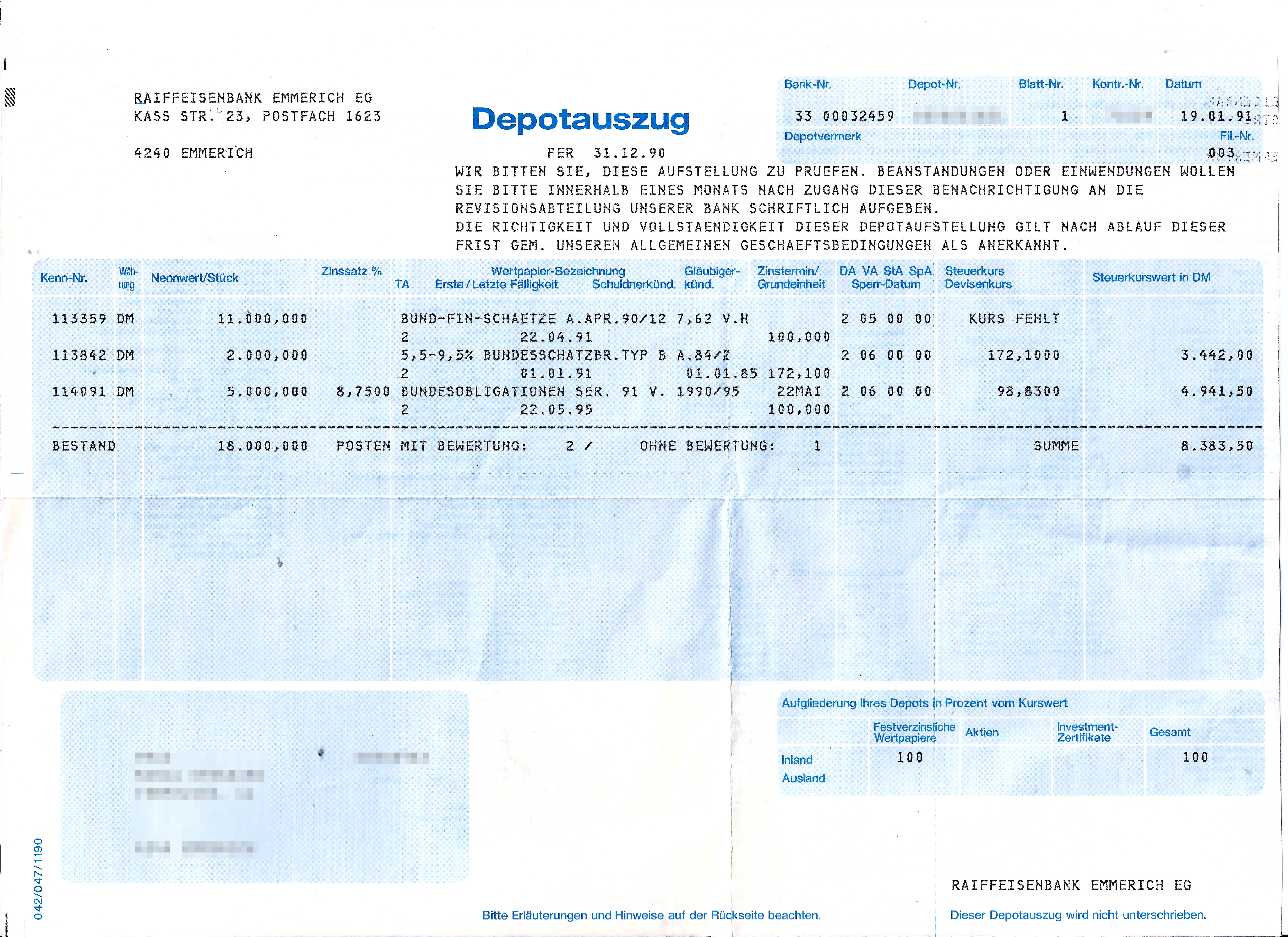
Bundesschatzbriefe Typ B und Bundesobligationen in einem Depotauszug 1990 der Raiffeisenbank Emmerich

Die Ausgabe von Bundesschatzbriefen wurde 2013 eingestellt. Ihr Erwerb war grundsätzlich bei allen Geldinstituten sowie direkt bei der Finanzagentur des Bundes gebührenfrei möglich. Dort konnten die Bundesschatzbriefe auch über das so genannte Überweisungsverfahren erworben werden; der Mindestüberweisungsbetrag hierbei belief sich auf 52 Euro, der zu erwerbende Mindestnennwert auf 50 Euro. Der Erwerberkreis war auf natürliche Personen sowie bestimmte gemeinnützige respektive mildtätige Einrichtungen und Vereine begrenzt.
Bundesschatzbriefe konnten bis zu ihrer Fälligkeit kostenlos bei der Finanzagentur des Bundes verwaltet werden, während Kreditinstitute hierfür ggf. die üblichen Depotgebühren für festverzinsliche Wertpapiere erhoben.

## Vorzeitige Rückgabe
Die vorzeitige Rückgabe von Bundesschatzbriefen war nach Ablauf des ersten Laufzeitjahres in Höhe von maximal 5.000 Euro Nennwert pro Gläubiger alle 30 Zinstage möglich.